# Ilijaš

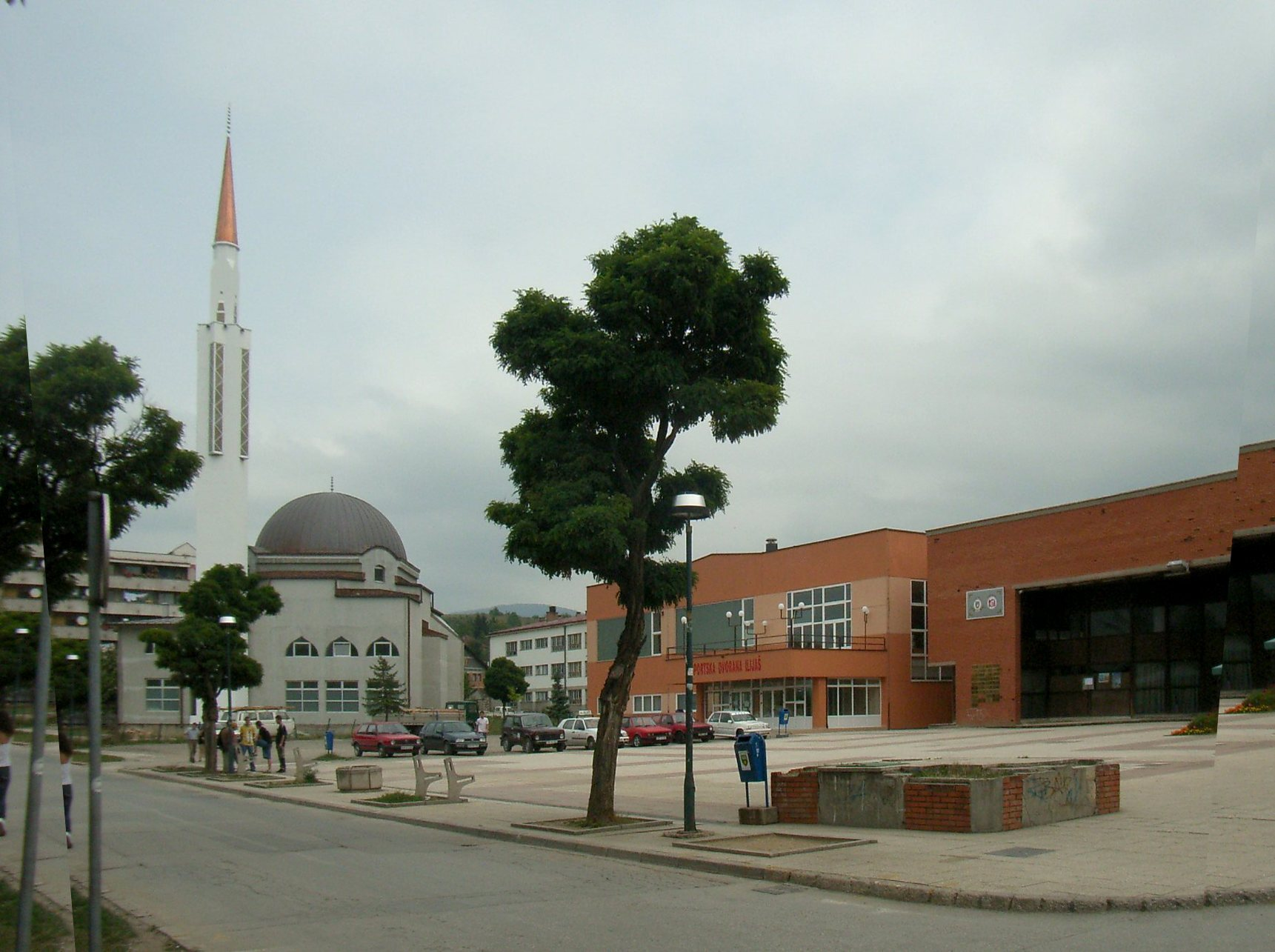
Zentrum von Ilijaš mit Moschee und Sportzentrum

Ilijaš (serbisch-kyrillisch Илијаш) ist eine Stadt und die zugehörige Verbandsgemeinde im Kanton Sarajevo in Bosnien und Herzegowina. Der Ort liegt etwa 15 km nordwestlich des Stadtzentrums von Sarajevo.

## Geografie
Iljaš liegt im Tal der Bosna und ist somit an alle wichtigen Verbindungen zwischen Sarajevo und Mitteleuropa – Autobahn 1, Bahnstrecke Sarajevo–Zagreb, Magistralstraße 17 – angebunden. Im Nordosten erheben sich die Gipfel der Čemerska planina bis auf 1466 m; die Berge südwestlich der Bosna erreichen Höhen von fast 1000 m. Der Bukovik (1532 m) ist der höchste Punkt in der Gemeinde.
Iljaš selbst liegt an der Misoča kurz vor deren Mündung in die Bosna.
Die Gemeinde nimmt ein Viertel der Kantonsfläche ein. Sie besteht aus zwei Teilen. Der kleinere, westliche Teil, in welchem sich auch die Stadt Iljaš befindet, ist dicht besiedelt und liegt vorwiegend im Tal der Bosna. Der größere, östliche Teil ist kaum bewohnt und befindet sich in den Gebirgszügen der Čemerska planina und des Ozren. Beide Teile sind durch einen schmalen Gebietsstreifen miteinander verbunden. Im Zentrum der Stadt befindet sich die von 1879 bis 1881 erbaute serbisch-orthodoxe Kirche Hl. Elias, die nach dem Ende des Bosnienkriegs mehrmals beschädigt und geplündert wurde.
Angrenzende Gemeinden sind Vogošća, Ilidža, Sarajevo-Centar, Sarajevo-Novi Grad und Sarajevo-Stari Grad im Kanton Sarajevo, Visoko, Breza, Vareš und Olovo im Kanton Zenica-Doboj, Sokolac und Istočni Stari Grad in der Republika Srpska.

### Gemeindegliederung
Folgende Ortsgemeinschaften zählen zur Verbandsgemeinde: Misoča (im Nordosten), Podlugovi (im Norden), Lješevo (im Nordwesten), Stari Ilijaš und Malešići.

## Bevölkerung
Vor dem Bosnienkrieg hatte die Gemeinde 25.184 Einwohner. Davon bezeichneten sich 11.325 (44,96 %) als Serben, 10.585 (42,03 %) als Muslime, 1.736 (6,89 %) als Kroaten und 1.167 (4,63 %) als Jugoslawen. 371 Einwohner (1,47 %) machten keine oder andere Angaben.
Die Stadt Iljaš hatte 6.833 Einwohner; auch hier waren die Serben die größte Bevölkerungsgruppe. Seit dem Krieg stellen die Bosniaken die absolute Mehrheit. So bezeichneten sich laut Zensus 2013 von 19.603 Einwohnern 18.151 als Bosniaken (92,6 %), 421 als Serben (2,1 %) und 382 als Kroaten (1,9 %). 3,3 % rechneten sich anderen oder keiner Gruppe zu.

## Persönlichkeiten
- Maya Berović (* 1987), Popfolk-Sängerin